# Alectrias alectrolophus
Alectrias alectrolophus är en fiskart som först beskrevs av Pallas, 1814.  Alectrias alectrolophus ingår i släktet Alectrias och familjen taggryggade fiskar. Inga underarter finns listade i Catalogue of Life.